# Villa Rumipal
Villa Rumipal es una localidad situada en el departamento Calamuchita, provincia de Córdoba, Argentina.
Se encuentra situada sobre la ruta provincial RP 5, a 115 km de la Ciudad de Córdoba, aproximadamente.

## Toponimia
Rumipal en quechua significa: RUMI: “estrella” y PAL: “piedra”, o sea “Estrella de Piedra”; también existe otra interpretación del nombre de la localidad que lo traduce como “Padre de los Cerros”. 
Pero la que es más reconocida y aceptada es la de "Estrella de piedra".

## Historia
La localidad surgió como un campamento de obreros destinados a la construcción de las obras energéticas, durante la década de 1920.
El alemán Gustavo Riemann, que poseía tierras en la zona, decidió lotearlas, fundando esta localidad el día 6 de septiembre de 1930.
Villa Rumipal fue la primera localidad del departamento Calamuchita en tener luz eléctrica, gracias a un acuerdo de Riemann con la empresa alemana Siemens, a cambio de algunas tierras.

## Economía
La principal actividad económica es el turismo, debido a su ubicación serrana y su cercanía al embalse Río Tercero, que permita realizar actividades turísticas como el buceo y la pesca del pejerrey.
Entre otros atractivos turísticos se encuentran la capilla, y el aeródromo municipal, usado principalmente para avionetas particulares y para aviones hidrantes en caso de incendios en la zona.
La primera actividad fabril de Villa Rumipal es una fábrica de cartón, que actualmente se encuentra cerrada. Pero cuenta con distintas fábricas de ladrillos para construir de tierra colorada ubicadas en la entrada principal de la localidad, sobre la ruta provincial N.º 5.
Existen en la localidad 592 viviendas y sus fiestas patronales se festejan el 13 de octubre en honor a la Virgen de Fátima.
Cuenta con cámpines y complejos.

## Geografía

### Población
Cuenta con 4028 habitantes (Indec, 2022), lo que representa un incremento del 70,5% frente a los 2363 habitantes (Indec, 2010) del censo anterior. Integra el aglomerado denominado Villa del Dique - Villa Rumipal que cuenta con una población de 9.111 habitantes (Indec, 2022). Indicando un incremento del 39% frente a los 5482 habitantes del censo anterior (Indec, 2010).
| Gráfica de evolución demográfica de Villa Rumipal entre 1991 y 2022 |
|                                                                     |
| Fuente: Censos nacionales del INDEC                                 |

### Sismicidad
La sismicidad de la región de Córdoba es frecuente y de intensidad baja, y un silencio sísmico de terremotos medios a graves cada 30 años en áreas aleatorias. Sus últimas expresiones se produjeron:
- 22 de septiembre de 1908 (116 años), a las 17.00 UTC-3, con 6,5 Richter, escala de Mercalli VII; ubicación 30°30′0″S 64°30′0″O / -30.50000, -64.50000; profundidad: 100 km; produjo daños en Deán Funes, Cruz del Eje y Soto, provincia de Córdoba, y en el sur de las provincias de Santiago del Estero, La Rioja y Catamarca[2]

- 16 de enero de 1947 (78 años), a las 2.37 UTC-3, con una magnitud aproximadamente de 5,5 en la escala de Richter (terremoto de Córdoba de 1947)[1]

- 28 de marzo de 1955 (70 años), a las 6.20 UTC-3 con 6,9 Richter: además de la gravedad física del fenómeno se unió el desconocimiento absoluto de la población a estos eventos recurrentes (terremoto de Villa Giardino de 1955)

- 7 de septiembre de 2004 (20 años), a las 8.53 UTC-3 con 4,1 Richter

- 25 de diciembre de 2009 (15 años), a las 21.42 UTC-3 con 4,0 Richter

## Barrios

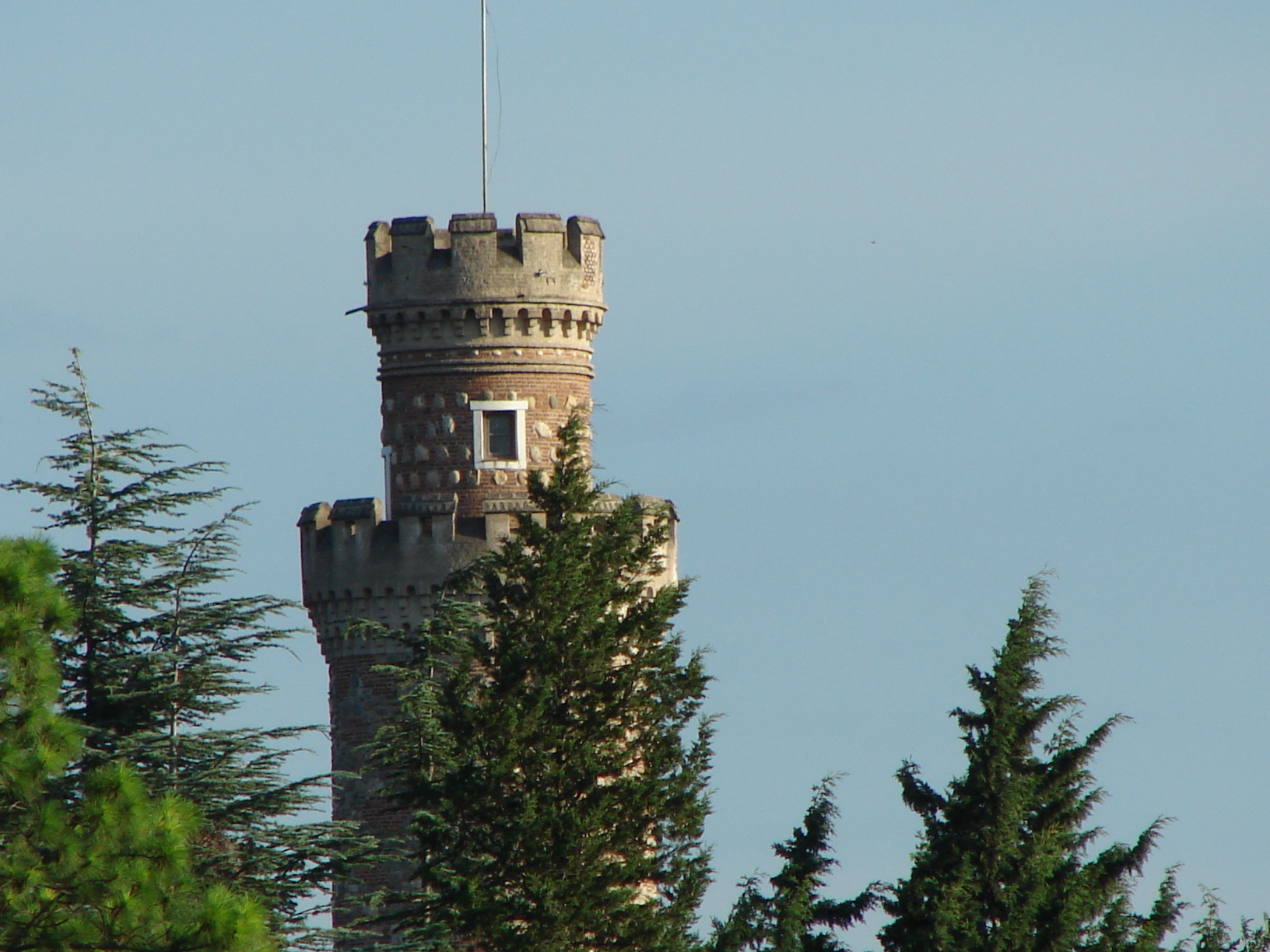
Emblemático torreón en el barrio El Torreón.

- B°El Corcovado
- B°El Torreón
- B°Villa del Parque
- B°Valle Dorado
- B°Casino
- B°Centro
- B°Villa Naturaleza
- B° 6 de Septiembre
- B° Mangrullo
- Bº Villa Residencial

## Reserva Ambiental "Aguada de los Pájaros"

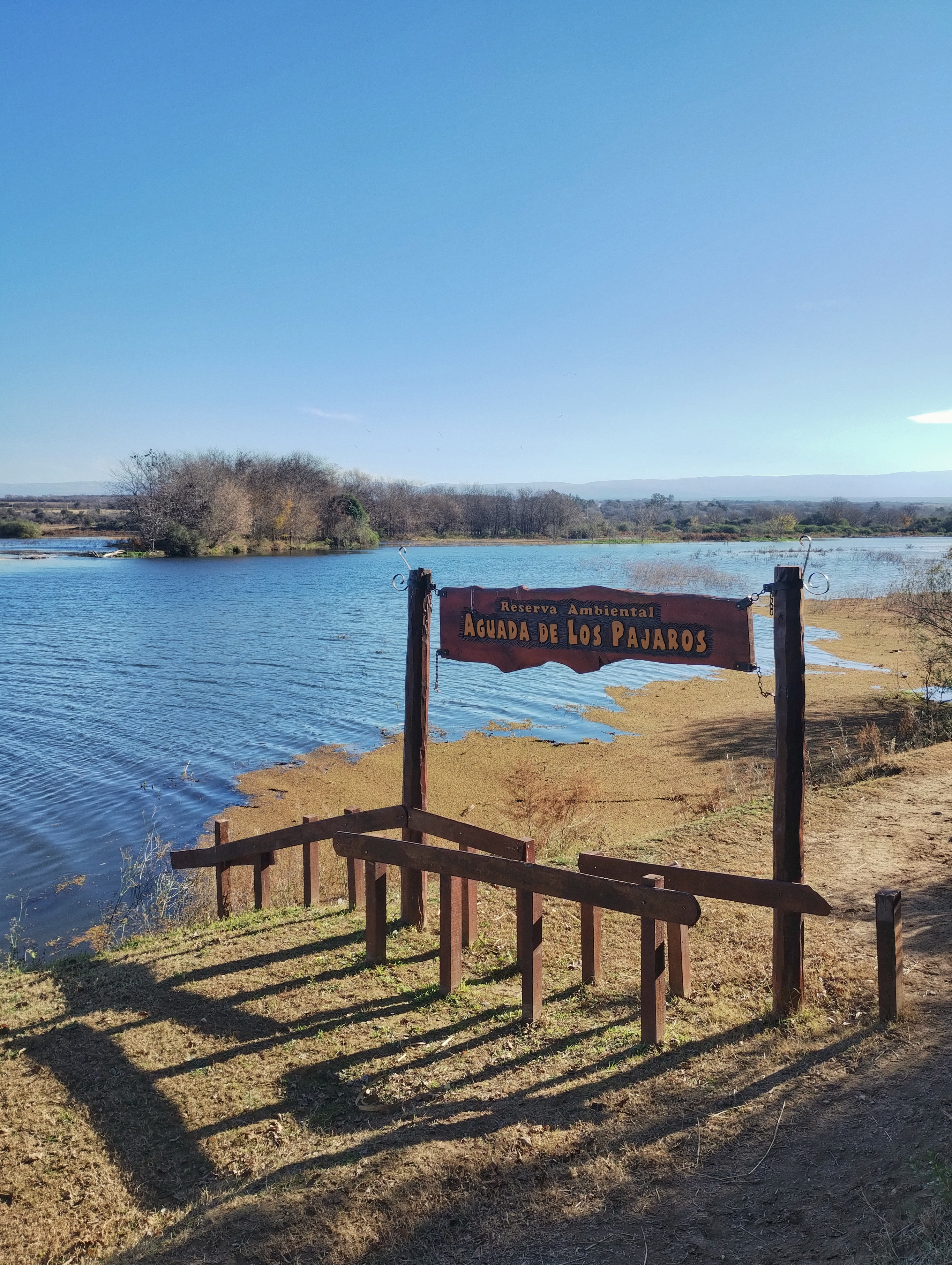
Uno de los ingresos a la Reserva Ambiental "Aguada de los Pájaros"

Es una reserva ambiental en el barrio El Torreón, con acceso principal sobre la ruta provincial 23. Inaugurada en diciembre de 2020 en un espacio que anteriormente era un basural, fue declarada reserva ambiental por ordenanza municipal.
Situada a orillas de la desembocadura del Río Santa Rosa en el embalse de Río Tercero, cuenta con más de 28 hectáreas y 12 lagunas, de atractivo para las aves que anidan en la zona. Estas lagunas se formaron por acumulación de agua de lluvia en las excavaciones de donde se habían extraído materiales para la construcción de la represa del Río Grande.
Con 234 especies registradas, es el segundo sitio con más especies de aves registradas en la provincia de Córdoba, después del parque nacional Ansenuza. Entre las especies de aves observadas se incluyen gallaretas, patos, garzas, martín pescadores, zorzales, jilgueros, cuclillos, benteveos y carpinteros, además de otros animales silvestres como coipos y lagartos overo. Asimismo, la reserva cuenta con reminiscenicias de bosque autóctono, incluyendo moradillos, espinillos, talas, chañares, piquillin, entre otros.
Como gran parte del territorio del Departamento de Calamuchita, está emplazada a su vez dentro de la Reserva Hídrica Natural Calamuchitana, creada en el año 2000 por la ley provincial 8.844.